# Distretto di Sarıkamış
Il distretto di Sarıkamış (in turco Sarıkamış ilçesi) è uno dei distretti della provincia di Kars, in Turchia.
| Controllo di autorità | GND (DE) 4447186-5 |